# Artzentales
Artzentales és un municipi de Biscaia, a la comarca d'Encartaciones.

## Eleccions municipals 2007
Tres partits van presentar candidatura al municipi; EAJ-PNB, PSE-EE i PP. Aquests van ser els resultats: 
- Eusko Alderdi Jeltzalea - Partit Nacionalista Basc : 338 vots (7 escons)
- Partit Socialista d'Euskadi - Euskadiko Ezkerra: 15 vots (0 escons)
- Partit Popular: 9 vots (0 escons)

D'aquesta manera, es va convertir en alcalde per majoria absoluta Joxe Ignacio Iglesias Aldana, per part de EAJ-PNB, a l'assolir totes les regidories de l'ajuntament, deixant als socialistes i populars sense representació en l'ajuntament, ja que van quedar molt lluny del mínim de vots per a assolir representació.

## Història
Entre 1880 i 1890 es comencen a explotar diferents mines en el terme municipal d'Artzentales. L'impuls que van provocar les mines tant econòmicament com demogràficament, va ser decisiu per a tancar una llarga etapa en el transcurs de la història de la vall. Però no hem d'enganyar-nos, encara que en molts municipis l'explotació de les mines i el posterior procés d'industrialització va provocar una transformació radical, en el cas d'Artzentales aquests canvis només es van donar mentre es van mantenir obertes les mines. Les mines, de ferro i coure, que es van explotar a Artzentales estaven situades al Nord del terme municipal. Les dues zones mineres per excel·lència són: La "de Peñalba-Rao" (Mina Federico) i Las Barrietas-Gerelagua (Mina Amalia Juliana, Mina Sorpresa, Mina María...) 
A partir del moment que es van tancar, parèntesis que va durar entre quaranta i cinquanta anys, els seus habitants van retornar a la seva manera de vida tradicional amb predomini de les activitats agrícoles, ramaderes i forestals. Però aquesta imatge que ens podria recordar temps passats, durarà molt poc degut al fet que a partir dels anys cinquanta i seixanta es va iniciar un procés de despoblament que arriba als nostres dies. Aquesta tendència es repeteix en municipis en situació d'aïllament pel que fa a les principals vies de comunicació. A aquesta recessió demogràfica, s'unirà una conjuntura econòmica desfavorable per a les petites explotacions agro-ramaderes característiques del municipi. Això succeïx per la subordinació als programes econòmics propugnats per la Unió Europea.